# Hasna Barkat Daoud
Hasna Barkat Daoud ist eine dschibutische Anwältin und ehemalige Ministerin.

## Karriere
Hasna Barkat Daoud war mindestens seit 2010 Minister of Youth, Sport and Tourism unter Präsident Ismaïl Omar Guelleh. In dieser Funktion vertrat sie Dschibuti beim sechsten Treffen des Exekutivkomitees des Greater Horn Horizon Forum im Mai 2010, bei dem die Rolle der Jugend, der Medien und von Nichtregierungsorganisationen in der Region diskutiert wurde. Daoud war mindestens seit 2012 Minister of Women and Family Planning und zugleich Minister of Relations with Parliament. In ihrer Funktion im Bereich Frauen und Familienplanung war sie im Februar 2014 Gastgeberin einer Konferenz der Wirtschaftskommission für Afrika (United Nations Economic Commission for Africa) zur Abschaffung der weiblichen Genitalverstümmelung, ein Herzensanliegen der First Lady Kadra Mahamoud Haid. Daoud gründete am 25. Oktober 2015 in Dschibuti das am 25 Oktober 2015 Women and Peace Forum (Frauenfriedensforum) der Intergovernmental Authority on Development in Dschibuti. Bei dieser Veranstaltung betonte sie die Rolle der Frauen bei der Friedensstiftung, der regionalen Integration sowie der sozialen und wirtschaftlichen Entwicklung. Daoud nahm im Dezember 2015 an der 18. Internationalen Konferenz zu AIDS und STIs in Afrika in Harare, Simbabwe, teil.
Daoud trat am 15. Mai 2016 von beiden Ministerämtern zurück. Sie praktiziert heute als Anwältin in der Hauptstadt.